# Dyskografia The Mars Volta
Dyskografia The Mars Volta – zespołu wykonującego rock progresywny powstałego w 2001, składa się z sześciu albumów studyjnych, jednego albumu koncertowego, dwóch minialbumów i dziesięciu singli. W skład zespołu wchodzą: Omar Rodríguez-López (grający na gitarze i zajmujący się produkcją albumów grupy), Cedric Bixler-Zavala (śpiew, autor tekstów), Isaiah Ikey Owens (keyboard), Juan Alderete (gitara basowa), Marcel Rodríguez-López (instrumenty perkusyjne) i Deantoni Parks (perkusja). John Frusciante jest sesyjnym gitarzystą grupy.
Pierwszy album zespołu, De-Loused in the Comatorium, został wydany w 2003 tuż po zakończeniu europejskiej trasy koncertowej wraz z Red Hot Chili Peppers. Temat tego albumu koncepcyjnego, wyprodukowanego przez Ricka Rubina, jest związany z samobójczą śmiercią pochodzącego z El Paso w Teksasie artysty Julio Venegasa (1996). W 2005 formacja wydała swój drugi album studyjny, Frances the Mute, inspirowany pamiętnikiem odnalezionym przez inżyniera dźwiękowego zespołu, Jeremy Michaela Warda, który zmarł wskutek przedawkowania heroiny w 2003. Album sprzedał się w nakładzie 100000 kopii w ciągu pierwszego tygodnia sprzedaży i osiągnął czwarte miejsce na liście Billboard 200. Pierwszy singel z płyty, „The Widow”, zajął 20. miejsce na liście UK Singles Chart. W 2005 został wydany również album koncertowy Scabdates. Trzeci studyjny album zespołu, Amputechture, wydano w 2006 roku. Album uplasował się na 9. miejscu listy Billboard Top 200 i sprzedał się w nakładzie 59000 kopii w pierwszym tygodniu od wydania. Czwarty longplay zespołu, The Bedlam in Goliath, został wydany na początku 2008 i zadebiutował na 3. miejscu listy Billboard Top 200. W 2009 grupa wydała piąty album studyjny, Octahedron, z którego pochodzą dwa single – „Cotopaxi” i „Since We’ve Been Wrong”. Ostatnim wydawnictwem zespołu jest wydany w 2012 album Noctourniquet. Niecały rok po wydaniu tego albumu grupa rozwiązała się po decyzji liderów zespołu Cedrica Bixlera-Zavali i Omara Rodrígueza-Lópeza.

## Albumy studyjne
| Rok                                                     | Dane dot. albumu | Pozycje na listach przebojów | Pozycje na listach przebojów | Pozycje na listach przebojów | Pozycje na listach przebojów | Pozycje na listach przebojów | Pozycje na listach przebojów | Pozycje na listach przebojów | Pozycje na listach przebojów | Pozycje na listach przebojów | Pozycje na listach przebojów | Certyfikat                              |
| Rok                                                     | Dane dot. albumu | USA                          | AUS                          | BEL                          | FIN                          | NLD                          | NZL                          | NOR                          | SWE                          | CHE                          | GBR                          | Certyfikat                              |
| ------------------------------------------------------- | --- | ---------------------------- | ---------------------------- | ---------------------------- | ---------------------------- | ---------------------------- | ---------------------------- | ---------------------------- | ---------------------------- | ---------------------------- | ---------------------------- | --------------------------------------- |
| 2003                                                    | De-Loused in the Comatorium - Data wydania: 24 czerwca 2003 - Wytwórnia: GSL (GSL #75), Strummer, Universal (B#0000593-02) - Format: CD, LP | 39                           | 47                           | –                            | –                            | 74                           | –                            | –                            | –                            | –                            | 43                           | - CAN: złota płyta - GBR: srebrna płyta |
| 2005                                                    | Frances the Mute - Data wydania: 1 marca 2005 - Wytwórnia: GSL (GSL #96), Strummer, Universal (B#0004129-02) - Format: CD, LP               | 4                            | 9                            | 13                           | 14                           | 34                           | 21                           | 1                            | 12                           | 81                           | 23                           | - USA: złota płyta                      |
| 2006                                                    | Amputechture - Data wydania: 12 września 2006 - Wytwórnia: GSL (GSL #126), Universal (B#0007214-02) - Format: CD, LP                        | 9                            | 6                            | 39                           | 18                           | 54                           | 16                           | 12                           | 27                           | 88                           | 49                           |                                         |
| 2008                                                    | The Bedlam in Goliath - Data wydania: 29 stycznia 2008 - Wytwórnia: Universal (B#0010617-02) - Format: CD, LP                               | 3                            | 3                            | 35                           | 9                            | 42                           | 13                           | 10                           | 32                           | 57                           | 42                           |                                         |
| 2009                                                    | Octahedron - Data wydania: 23 czerwca 2009 - Wytwórnia: Warner Bros. - Format: CD, LP                                                       | 12                           | 41                           | 78                           | 27                           | –                            | 33                           | 20                           | 51                           | 54                           | 64                           |                                         |
| 2012                                                    | Noctourniquet - Data wydania: 26 marca 2012 - Wytwórnia: Warner Bros. - Format: CD, LP                                                      | 15                           | 18                           | 90                           | 23                           | 61                           | 25                           | 34                           | –                            | 47                           | 51                           |                                         |
| „–” oznacza, że album nie był notowany na danej liście. | |                              |                              |                              |                              |                              |                              |                              |                              |                              |                              |                                         |

## Albumy koncertowe
| Rok  | Dane dot. albumu |
| ---- | --- |
| 2005 | Scabdates - Wydany: 8 listopada 2005 - Wytwórnia: GSL (GSL #118), Strummer, Universal (B#0005644-02) - Format: CD, LP - 76. miejsce na liście Billboard 200. |

## EP
| Rok  | Dane dot. albumu                                                                      |
| ---- | ------------------------------------------------------------------------------------- |
| 2002 | Tremulant - Data wydania: 2 kwietnia 2002 - Wytwórnia: GSL (GSL #54) - Format: CD, LP |
| 2003 | Live - Data wydania: 1 lipca 2003 - Wytwórnia: GSL, Strummer, Universal - Format: CD  |

## Single
| 2004                                                     | „Inertiatic ESP”         | –  | –  | – | 42 | De-Loused in the Comatorium |
| 2004                                                     | „Televators”             | –  | –  | – | 41 | De-Loused in the Comatorium |
| 2005                                                     | „The Widow”              | 95 | 25 | 7 | 20 | Frances the Mute            |
| 2005                                                     | „L’Via L’Viaquez”        | –  | –  | – | 53 | Frances the Mute            |
| 2006                                                     | „Viscera Eyes”           | –  | –  | – | –  | Amputechture                |
| 2007                                                     | „Wax Simulacra”          | –  | –  | – | –  | The Bedlam in Goliath       |
| 2008                                                     | „Goliath”                | –  | –  | – | –  | The Bedlam in Goliath       |
| 2009                                                     | „Cotopaxi”               | –  | –  | – | –  | Octahedron                  |
| 2009                                                     | „Since We’ve Been Wrong” | –  | –  | – | –  | Octahedron                  |
| 2012                                                     | „The Malkin Jewel”       | –  | –  | – | –  | Noctourniquet               |
| „–” oznacza, że singel nie był notowany na danej liście. |                          |    |    |   |    |                             |

## Teledyski
| Rok  | Tytuł                           | Reżyser              |
| ---- | ------------------------------- | -------------------- |
| 2003 | „Son et Lumière/Inertiatic ESP” | Omar Rodríguez-López |
| 2004 | „Televators”                    | The Saline Project   |
| 2005 | „The Widow”                     | Jim Agnew            |
| 2005 | „L’Via L’Viaquez”               | Omar Rodríguez-López |
| 2007 | „Wax Simulacra”                 | Jorge Hernandez      |
| 2008 | „Aberinkula”                    | Omar Rodríguez-López |
| 2008 | „Goliath”                       | Omar Rodríguez-López |
| 2008 | „Askepios”                      | Omar Rodríguez-López |
| 2008 | „Ilyena”                        | Omar Rodríguez-López |
| 2009 | „Cotopaxi”                      | Omar Rodríguez-López |
| 2009 | „Since We’ve Been Wrong”        | Omar Rodríguez-López |